# Margret Hassan
Pour les articles homonymes, voir Hassan.
Margret Rumat Rumar Hassan (née le 12 août 1997), connue sous le nom de Margret Hassan, est une sprinteuse sud-soudanaise. Elle a participé aux Jeux olympiques d'été de 2016 à Rio de Janeiro, dans l'épreuve du 200 mètres.

## Vie précoce
Hassan est originaire de Wau, au Soudan du Sud. Lorsqu'elle était enfant, sa famille a quitté sa maison en raison de la guerre avec le Soudan. La guerre a empêché Hassan de recevoir une éducation. Hassan poursuivait encore son éducation primaire pendant son entraînement pour les Jeux olympiques d'été de 2016. Hassan a commencé en tant que joueuse de football d'association, et en 2012 a changé pour l'athlétisme. Elle a commencé à courir en compétition à l'incitation d'un ami,.

## Carrière en athlétisme
Hassan a été sélectionnée pour concourir en tant qu'athlète olympique indépendant , une désignation pour les athlètes qui ne peuvent pas concourir sous le drapeau de leur nation, aux Jeux olympiques de la jeunesse de 2014 qui se sont tenus à Nanjing, en Chine Hassan a eu l'honneur de porter le drapeau olympique en tant que représentante des athlètes olympiques indépendants lors de la cérémonie d'ouverture Elle a participé à la distance de 400 mètres lors des jeux, terminant avec un temps de 61,72 secondes. En juin 2016, Hassan a participé au Championnat d'Afrique et a enregistré un temps de 27,61 sur la distance de 200 mètres et, plus tard la même année, Hassan a fait partie de la première équipe olympique du Soudan du Sud. Elle a participé aux Jeux olympiques d'été de 2016 sur la distance de 200 mètres. Elle a terminé dernière de sa série 1 avec un temps de 26,99 secondes, un record personnel,.

## Sponsoring d'entreprise
En juin 2016, Samsung a commencé à faire apparaître Hassan dans des publicités. L'accord a suscité une controverse lorsque Hassan a été sélectionnée pour concourir pour les Jeux olympiques du Soudan du Sud au détriment du sprinter Mangar Makur Chuot. Le secrétaire général du Comité national olympique du Soudan du Sud, Tong Deran, a déclaré avoir ressenti une "pression" pour choisir Hassan en raison du contrat publicitaire avec Samsung. Samsung a nié avoir exercé des pressions sur le comité et le Tribunal arbitral du sport a rejeté une plainte de Chuot,.